# Maruki Toshi
Maruki Toshi (japanisch 丸木 俊; * 11. Februar 1912 in Chippubetsu, Hokkaidō als Akamatsu Toshiko (赤松 俊子); † 13. Januar 2000) war eine japanische Malerin im Nihonga-Stil, Autorin und Pazifistin. Im August des Jahres 1945 zog sie nach Hiroshima, kurz nachdem die Bombe gefallen war.

## Leben und Wirken
Sie kämpfte mit ihrem Mann, dem Maler Maruki Iri (1901–1995) um das Überleben vieler Menschen, aber auch um ihr eigenes. Erschüttert von dem, was sie sahen und erlebten, begannen sie das Projekt Genbaku no Zu („Bilder der Atombombe“) bekannt als „The Hiroshima Panels“, eine Serie von fünfzehn Bildern, die zum ersten Mal im Jahr 1950 ausgestellt wurden.
Den Internationalen Friedenspreis (国際平和文化賞) erhielt Maruki 1952. 1971 gewann sie den "Golden-Apple-Award" für ihre künstlerischen (kindgerecht darstellenden) Fähigkeiten. 1995 erhielt sie den Asahi-Preis und sie wurde für den Friedensnobelpreis nominiert.
Sie schrieb und illustrierte mehrere Kinderbücher unter anderem das sehr bekannte „Das Mädchen von Hiroshima“, für das sie 1983 den Mildred L. Batchelder Award erhielt.

## Werke
- ひろしまのピカ (Hiroshima no Pika). Komine Shoten, Tokio 1980, ISBN 4-338-02201-9
  - Das Mädchen von Hiroshima. Verlag Sankt Gabriel, Mödling-Wien 1984, ISBN 3-85264-222-1
- 言いたいことがありすぎて (Iitai Koto ga Arisugite). Chikuma Shobō, Tokio 1987, ISBN 4-480-81247-4
- 丸木俊の世界展 生命への熱い視線) (Maruki Toshi no Sekaiten. Seimei e no Atsui Shisen). Gembaku no Zu Maruki Bijutsukan (原爆の図丸木美術館), 1995
- 丸木俊 女絵かきの誕生 (Maruki Toshi. Onna Ekaki no Tanjō). Nihon Tosho Center (日本図書センター, 1997
- Illustrationen zu mehreren Bilderbüchern